# OK-jol
De OK-jol (ok jol) is een zeilboot, waarvan er wereldwijd zo’n 14.000 exemplaren te vinden zijn. De meeste ervan zijn te vinden in de Scandinavische landen, Engeland, Duitsland, Frankrijk en Polen. Maar ook in Zwitserland, Oostenrijk, Nederland, Hongarije en Rusland zijn OK-jollen te vinden. Ook in Azië is het een populaire boot. Dit komt doordat de koning van Thailand in 1967 bij de Zuidoost-Aziatische Spelen goud won in een OK-jol.

## Ontstaansgeschiedenis
In 1957 vroeg Axel Dangaard Olsen uit Seattle (U.S.A.) aan de Deense bootontwerper Knud Olsen om tekeningen te maken voor een licht en snel bootje, dat met een hand te besturen was. Het uiteindelijke ontwerp werd vernoemd naar de schepper, de initialen K.O., maar dan in omgekeerde volgorde.
De OK-jol was bedoeld als een voorbereidende klasse voor de Finn, en werd naderhand steeds verder ontwikkeld. De belijning is hetzelfde als bij de Finn, ze hebben beide een enkel zeil op een losstaande, draaiende mast.
Werden de eerste boten nog van hechthout gemaakt, nu zijn de bootjes van composiet. Ook de mast heeft de nodige veranderingen ondergaan. De eerste masten waren van hout, het voordeel hiervan was dat iedere zeiler(ster) de mast kon schaven aan wat voor hem (haar) goed was. In de jaren 70 werden de eerste aluminium masten gesignaleerd, deze bleken sneller te zijn dan de meeste houten exemplaren en ook braken ze minder snel. In de jaren 90 werd carbon geïntroduceerd. 99 procent van de vloot vaart nu met een carbon mast. De mastenbouwer kan een mast maken die op het gewicht en kunnen van de zeiler(ster) is afgestemd. Hierdoor is de OK jol geschikt voor lichtere en zware zeilers(sters).   